# Fotogramas de Plata 1989
La 40a cerimònia de lliurament dels Fotogramas de Plata 1989, lliurats per la revista espanyola especialitzada en cinema Fotogramas, va tenir lloc el 17 de febrer de 1989. Van presentar l'acte Santiago Ramos i Antonio Resines.

## Candidatures

### Millor pel·lícula espanyola
| Pel·lícula         | Director          | Resultat   |
| ------------------ | ----------------- | ---------- |
| El niño de la luna | Agustí Villaronga | Guanyadora |

### Millor pel·lícula estrangera
| Pel·lícula              | Director       | Resultat   |
| ----------------------- | -------------- | ---------- |
| Les amistats perilloses | Stephen Frears | Guanyadora |

### Millor actriu de cinema
| actriu           | Pel·lícula                                 | Resultat   |
| ---------------- | ------------------------------------------ | ---------- |
| Victoria Abril   | Si te dicen que caí                        | Guanyadora |
| Rafaela Aparicio | Amanece, que no es poco El mar y el tiempo | Candidata  |
| Verónica Forqué  | Bajarse al moro El baile del pato          | Candidata  |
| Ángela Molina    | Esquilache Las cosas del querer            | Candidata  |

### Millor actor de cinema
| Actor            | Pel·lícula                                             | Resultat  |
| ---------------- | ------------------------------------------------------ | --------- |
| Manuel Bandera   | Las cosas del querer                                   | Candidat  |
| Antonio Banderas | Bajarse al moro Si te dicen que caí                    | Candidat  |
| Juan Echanove    | Bajarse al moro El vuelo de la paloma Viento de cólera | Candidat  |
| Jorge Sanz       | Si te dicen que caí                                    | Guanyador |

### Millor intèrpret de televisió
| Intérprete      | Sèrie de televisió | Resultat  |
| --------------- | ------------------ | --------- |
| Imanol Arias    | Brigada Central    | Candidat  |
| Francisco Rabal | Juncal             | Guanyador |
| Mònica Randall  | El séptimo cielo   | Candidata |
| Tricicle        | Tres estrelles     | Candidat  |

### Millor intèrpret de teatre
| Intèrpret/Companyia | Muntatge              | Resultat   |
| ------------------- | --------------------- | ---------- |
| Imanol Arias        | Comedia sin título    | Candidat   |
| Ana Belén           | Hamlet                | Candidata  |
| José Luis Gómez     | Hamlet                | Candidat   |
| La Cubana           | Cómeme el coco, negro | Guanyadora |